# Sur l'électrodynamique des corps en mouvement
Sur l'électrodynamique des corps en mouvement est un article d'Albert Einstein publié sous le titre « Zur Elektrodynamik bewegter Körper » en septembre 1905 par le journal Annalen der Physik. Ces trente pages sont célèbres en physique car elles posent les bases théoriques de ce qui sera appelé la « relativité restreinte », l'une des théories majeures de la physique du XXe siècle. Plusieurs savants ont publié des articles et des ouvrages qui annoncent cette théorie, notamment Henri Poincaré et Hendrik Lorentz, mais aucun scientifique de premier plan n'est parvenu à écarter la notion d'éther luminifère. Einstein, cherchant à généraliser le principe de relativité galiléenne et des réponses à ses réflexions sur l'observation de la lumière, préfère mettre de l'avant deux postulats : (1) « Toutes les lois de la physique doivent être les mêmes pour tous les observateurs se déplaçant à vitesse constante les uns par rapport aux autres. » et (2) « La vitesse de la lumière doit être la même pour tous les observateurs inertiels, quels que soient leurs mouvements relatifs. »
La théorie ainsi exposée permet d'expliquer plusieurs observations, notamment l'induction électromagnétique et le résultat négatif de l'expérience de Michelson et Morley, que les théories antérieures ne peuvent expliquer de façon satisfaisante. La théorie remplace le temps absolu et l'espace absolu d'Isaac Newton par l'espace-temps absolu. Einstein démontre la contraction des longueurs et la dilatation du temps. C'est dans cet article qu'apparaît pour la première fois le paradoxe des jumeaux, mais Einstein utilise plutôt des horloges parfaitement synchronisées, qu'il déplace en pensée à des vitesses différentes.

## Contexte

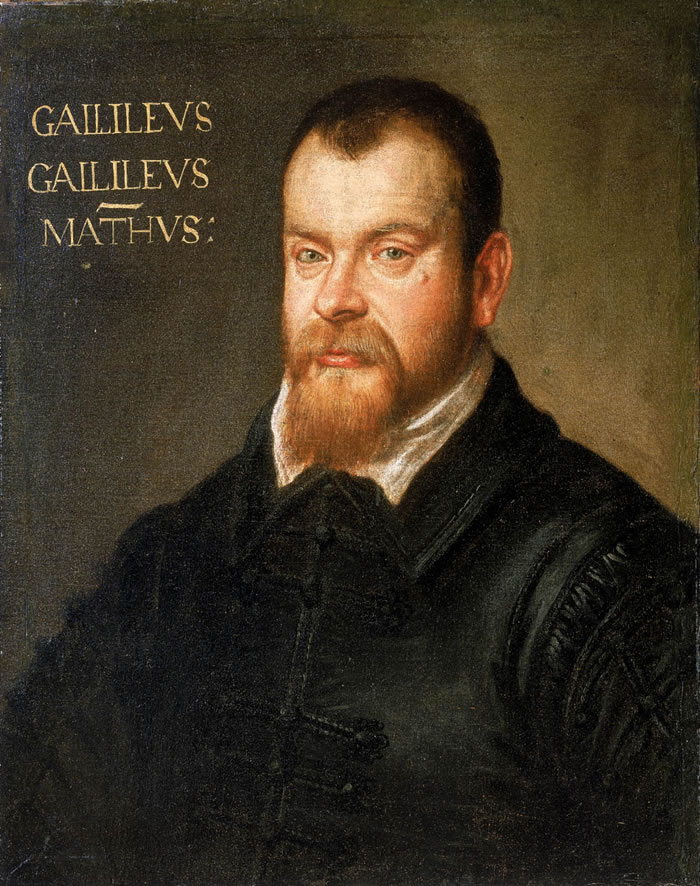
Portrait de Galilée vers 1605.

Les travaux en dynamique de l'Italien Galilée (1564-1642) le mènent à la découverte du principe de la relativité galiléenne qui affirme qu'il est impossible de dire, sur la base d'expériences mécaniques réalisées à l'intérieur d'un système, si un corps est immobile ou suit un mouvement rectiligne uniforme. Dans son Dialogue, le savant affirme en effet qu'il « n'y a pas de repère absolu. Tout mouvement intervient par rapport à un référentiel choisi ». Ses adversaires, profitant de meilleures données astronomiques, lui opposent des calculs démontrant la validité du géocentrisme. Le savant, sévèrement critiqué à cause de son appui à l'héliocentrisme, voit donc sa théorie rejetée.
Vers 1784, le physicien anglais John Michell imagine que la lumière, composée de corpuscules selon la théorie contemporaine, peut être ralentie près d'étoiles massives. Les scientifiques pensent donc que la vitesse de la lumière peut s'additionner à celle de la source émettrice. Le physicien français François Arago, en 1806 puis en 1809-1810, tente de déterminer si cette vitesse varie en observant la lumière en provenance d'étoiles lointaines, puisque la Terre s'en rapproche et s'en éloigne pendant son parcours autour du Soleil. Il ne trouve aucune différence, ce qui l'amène à préférer la théorie ondulatoire du physicien français Augustin Fresnel au détriment de la théorie corpusculaire d'Isaac Newton. Cependant, Arago demande pourquoi son expérience échoue à mettre en évidence une différence dans la vitesse de la lumière. Fresnel réplique que la Terre entraîne partiellement un éther (il reprend donc une hypothèse de Christian Huygens). Cette hypothèse est cependant jugée peu convaincante. En effet, l'« éther supposé est milieu matériel. Il est complexe, doué de propriétés bizarres ». La matière, l'espace et le temps présenteraient une « caractéristique étrange » et inconnue qui explique le « comportement insolite » de l'éther.
Vers le milieu du XIXe siècle, le physicien écossais James Clerk Maxwell, après avoir étudié les expériences menées par le physicien et chimiste britannique Michael Faraday, démontre que la lumière est constituée d'ondes électromagnétiques. « L'étonnant formalisme de Maxwell [permet] de prédire l'existence d'ondes électromagnétiques se propageant dans l'espace à la vitesse de la lumière, soit {\displaystyle c=1/{\sqrt {\mu _{0}\epsilon _{0}}}} », où μ0 est la perméabilité magnétique et ε0 est la permittivité du vide.
Selon le physicien britannique Lord Kelvin en 1892, la « physique est définitivement constituée dans ces concepts fondamentaux ; tout ce qu’elle peut désormais apporter, c’est la détermination précise de quelques décimales supplémentaires. Il y a bien deux petits problèmes : celui du résultat négatif de l’expérience de Michelson et celui du corps noir, mais ils seront rapidement résolus et n’altèrent en rien notre confiance. » L'expérience de Morley et deux tentatives ultérieures plus précises, notamment l'expérience de Michelson et Morley (dont les résultats sont publiés en 1887), ne parviennent pas à mettre en évidence l'éther luminifère. Le problème du corps noir sera étudié par le physicien allemand Max Planck, qui découvrira la quantification des interactions électromagnétiques, l'un des fondements de la physique quantique.

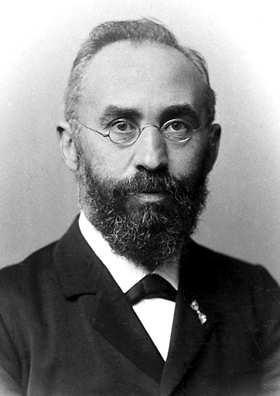
Hendrik Lorentz en 1902.

En 1892, le physicien néerlandais Hendrik Lorentz essaie d'expliquer les résultats négatifs de l'expérience de Michelson et Morley en proposant que les corps en mouvement se contractent dans la direction du mouvement (le physicien irlandais George FitzGerald a déjà posé une telle hypothèse en 1889). En 1892 et 1895, le chercheur tente d'expliquer les phénomènes électromagnétiques issus des référentiels inertiels et qui se déplacent dans l'éther luminifère,. Il découvre que le passage d'un référentiel à un autre référentiel inertiel est simplifié s'il fait usage d'une nouvelle variable qu'il appelle « temps local », qui dépend à la fois d'un temps dit universel et du lieu étudié. Le chercheur est ainsi capable d'expliquer l'aberration de la lumière et les résultats de l'expérience de Fizeau. Dans ses publications, il ne tente pas de donner un sens physique à ce temps local.
En 1900 et 1904, le mathématicien et physicien français Henri Poincaré utilise le temps local de Lorentz pour montrer que deux horloges dans deux référentiels en mouvement peuvent être synchronisées par échanges de signaux lumineux qui se déplacent par hypothèse à la même vitesse, peu importe celle des référentiels,. En 1899 et encore en 1904, Lorentz avance que le temps se dilate pour les corps en mouvement, ce qui l'amène à publier ce qu'Henri Poincaré appelle en 1905 les « transformations de Lorentz »,. Dans son article de 1904, Lorentz montre que les résultats des expériences électrodynamiques ne dépendent pas du mouvement relatif du milieu qui sert de référence (pourtant, 15 ans plus tard, il donnera encore du crédit à l'hypothèse d'un espace absolu et à l'hypothèse de l'éther).

## Défauts des théories contemporaines
« [...] Einstein a bâti la relativité restreinte sur la base de la symétrie de Lorentz (le postulat selon lequel vous ne pouvez dire si vous êtes immobile parce que toutes les lois de la physique, dont celles associées à la vitesse de la lumière, sont les mêmes pour tous les observateurs en mouvement uniforme). »

— Max Tegmark, 2018
D'autres chercheurs tentent de réconcilier la théorie newtonienne des corps en mouvement avec les expériences. Au début du XXe siècle, les scientifiques observent en effet plusieurs incohérences entre les expériences et la théorie couramment acceptée :
- Selon les Principia Mathematica d'Isaac Newton, il existe un espace absolu et un temps absolu. Même si ces deux notions sont critiquées par le philosophe irlandais George Berkeley (1685-1753), le scientifique allemand Gottfried Wilhelm Leibniz (1646-1716) ainsi que le physicien et philosophe allemand Ernst Mach (1838-1916), elles ont été élevés au « rang de dogme scientifique ». Newton tire plusieurs conséquences des lois de son système, dont : « Les mouvements relatifs des corps se trouvant dans un [véhicule] donné sont les mêmes, que ce [véhicule] soit immobile ou animé d'un mouvement uniforme. » Pourtant, « ni le repos ni le mouvement uniforme » ne sont absolus selon les lois de Newton[31].
- Le théorème d'addition des vitesses de Galilée n'est pas valide en ce qui concerne la vitesse de la lumière. Cette dernière est toujours la même, peu importe la vitesse de la source lumineuse[32],[33].
- « La théorie de Maxwell fait une distinction injustifiée entre repos et mouvement. » Par exemple, supposons qu'un aimant se trouve à proximité d'une bobine de fil conducteur. Si l'aimant est déplacé, un courant électrique circule dans le fil immobile. Si c'est plutôt la bobine qui est déplacée, elle sera aussi le siège d'un courant électrique. Dans les deux cas, la théorie de Maxwell fournit une « excellente explication », mais selon deux approches physiques différentes même si le courant électrique est le même[2].
- « Une autre asymétrie peut être relevée : l'action des charges électriques est décrite par les lois de l'électrostatique dans un référentiel « au repos » et par les lois de l'électrodynamique dans un système considéré en mouvement rectiligne uniforme par rapport à un autre. Une telle différence de description est injustifiée[34]. »
- Si la loi d'addition des vitesses galiléenne s'appliquait à la lumière dans le vide, alors la loi de Coulomb en électrostatique et la loi de Biot et Savart devraient être modifiées lorsqu'un fil libre de courant électrique est déplacé. En effet, ce fil exerce à ce moment une force électromagnétique, ce que ne peuvent expliquer les deux lois inchangées. Si elles étaient modifiées, il serait nécessaire que la perméabilité magnétique (μ0), la permittivité du vide (ε0) ou les deux varient. Elles sont pourtant constantes dans le cadre des lois de l'électromagnétisme de Maxwell[35].
- Aucune expérience n'a pu mettre en évidence l'éther, milieu de propagation pourtant jugé essentiel pour le déplacement des ondes électromagnétiques[36].

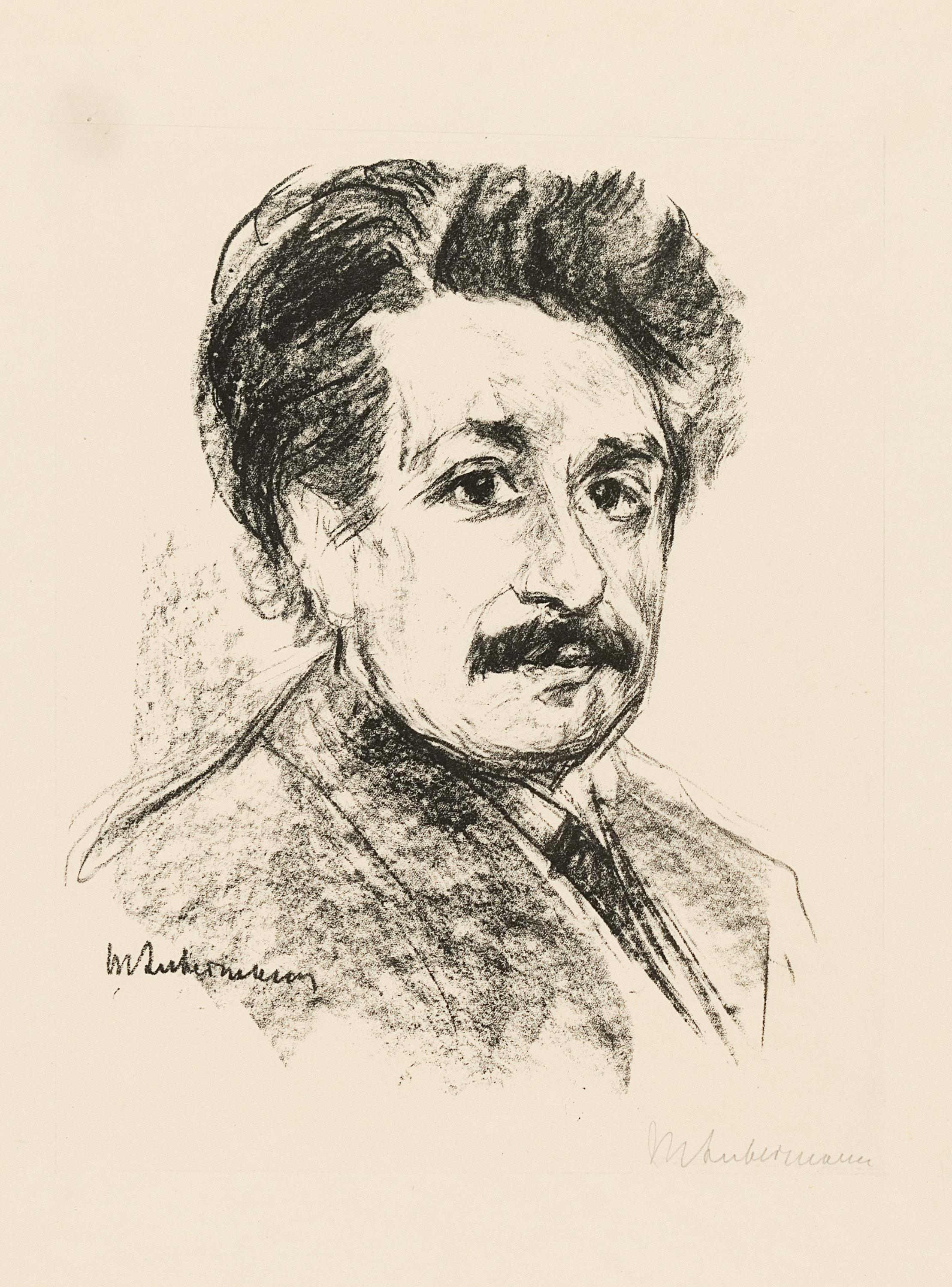
Portrait d'Albert Einstein réalisé par Max Liebermann en 1925.

En 1905, Albert Einstein a 26 ans. Employé au service des brevets à Berne en Suisse, il est inconnu du « Gotha » scientifique,. Il a lu La Valeur de la science (qui discute de la mesure du temps et de la notion d'espace) et La Science et l'Hypothèse (dans lequel il est notamment discuté de géométrie non euclidienne et de simultanéité), deux ouvrages d'Henri Poincaré qui l'ont probablement influencé,. Il ne cherche pas explicitement à réconcilier la théorie avec les incohérences observées. En effet, depuis l'âge de seize ans, il cherche plutôt une réponse à cette question : « Que verrait-on si l'on prenait en chasse un rayon lumineux à la vitesse de la lumière ? » Par un raisonnement intuitif s'inscrivant dans le cadre de la mécanique de Newton, « chacun dirait qu'en allant à la même vitesse que la lumière nous la verrions immobile ». Cependant, la théorie de Maxwell et « toutes les observations depuis lors » indiquent que la lumière n'est jamais immobile et donc qu'aucun observateur, peu importe sa vitesse, ne peut voir de la lumière immobile,. Par ailleurs, il « s'appuie sur les idées de Galilée, mais les étend beaucoup, beaucoup plus loin. » Par exemple, il découvre que la relativité galiléenne est vraie parce que la vitesse de la lumière est constante. En 1952, il écrit : « Ce qui m'a amené plus ou moins directement à la théorie de la relativité restreinte était la conviction que la force électromotrice qui agit sur un corps se déplaçant dans un champ magnétique n'est rien d'autre qu'un champ électrique,,,. »
Ignorant que les plus grands chercheurs de l'époque essaient en vain d'éliminer les incohérences entre les observations et la théorie, Einstein met au point ce qui sera appelée la relativité restreinte,,. En avril et mai 1905, pendant cinq semaines de travail intense, il donne corps à ses idées. En juin 1905, il fait parvenir « Zur Elektrodynamik bewegter Körper » à Annalen der Physik, revue de physique rédigée en allemand. « À la lecture du manuscrit d'Einstein, Max Planck, alors directeur de la revue, réalise que les critères scientifiques d'acceptation pour publication sont largement surpassés : [Einstein fait] voler en éclats les notions traditionnelles de l'espace et du temps pour les remplacer par de nouveaux concepts aux propriétés totalement contraires au sens commun. » En septembre de la même année, la revue publie, « son article fondateur de 1905 sur la relativité ».

## Publication et traductions de l'article
L'article en allemand, dont le titre est « Zur Elektrodynamik bewegter Körper », compte exactement 31 pages. Son titre est traduit en français par « De l'électrodynamique des corps en mouvement », « Sur l'électrodynamique des corps en mouvement », « L'Électrodynamique des corps en mouvement » ou « À propos de l'électrodynamique des corps en mouvement ».
L'article original d'Albert Einstein, publié pour la première fois en 1905, est diffusé en 2012 par l'université d'Augsbourg, en Allemagne, sous la forme d'images dans un fichier au format PDF.
Wikibooks en allemand publie aussi le même article sous la forme d'images, des contributeurs ayant commenté l'article, ajouté des schémas pour faciliter la compréhension et corrigé certaines équations.

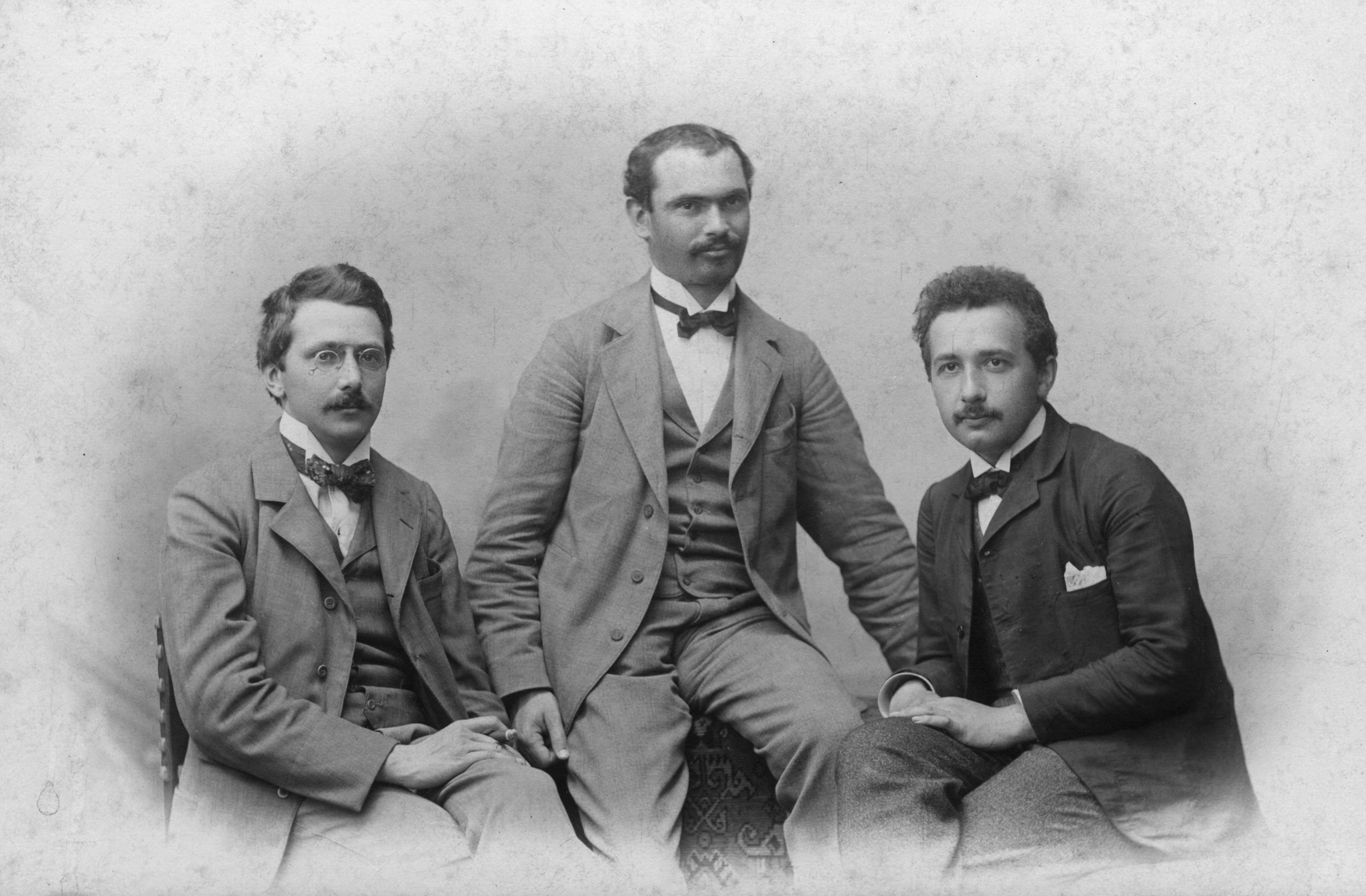
De gauche à droite : Conrad Habicht, Maurice Solovine et Albert Einstein vers 1903.

L'astrophysicien indien Meghnad Saha a traduit en anglais l'article sous le titre On the Electrodynamics of Moving Bodies, publié en 1920 par l'université de Calcutta en Inde. Il est retranscrit en wikitexte dans la Wikisource en anglais. L'article de Saha a été retranscrit une deuxième fois en wikitexte dans la Wikisource en anglais. Une autre traduction en anglais, par W. Perrett et G. B. Jeffery, a été publiée en 1923 par Methuen and Company, Ltd. à Londres. Le physicien américain John Walker l'a mis en ligne en janvier 2016. Ce dernier y a apporté plusieurs modifications, toutes expliquées. Une traduction en anglais de l'article se trouve dans un ouvrage publié en 1932. Princeton University Press publie une copie numérique de l'article sous la forme d'images.
Une traduction en français, due au mathématicien roumain Maurice Solovine, a été publiée sous le titre « Sur l'électrodynamique des corps en mouvement » par Gauthier-Villars en 1925 et en 1965, puis rééditée en 1994 par Éditions Jacques Gabay, ainsi qu'en 2005. Une autre traduction en français, due à l'astrophysicien français Marc Lachièze-Rey, a été publiée en français en 2003 chez Dunod sous le titre « Sur l'électrodynamique des corps en mouvement ».
L'article a aussi été traduit en italien sous le titre L’elettrodinamica dei corpi in movimento,.
En janvier 1909, le physicien Max Abraham publie un article du même titre, Zur Elektrodynamik bewegter Körper. Toutefois, il ignore l'article d'Einstein et met plutôt de l'avant les résultats de Hendrik Lorentz, Heinrich Hertz, Emil Cohn et Hermann Minkowski

## Composition de l'article

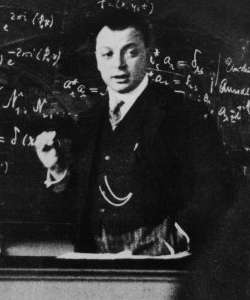
Wolfgang Pauli dans ses jeunes années.

André Rouge, dans un ouvrage publié en 2009, discute de l'article et cite notamment Wolfgang Pauli : 
Pour le lecteur du XXIe siècle, le titre de l'article « peut surprendre quand on sait qu'il s'agit de fonder une nouvelle théorie de l'espace et du temps. En réalité, le sujet de l'article s'inscrit dans le contexte de l'époque : quelle théorie dynamique adopter pour englober l'ensemble des phénomènes électromagnétiques et optiques connus ? Le titre se réfère donc au problème plus qu'à la solution. » Einstein exprime ainsi son souhait de produire une théorie macroscopique qui ne se limite pas aux électrons, alors que Poincaré, par exemple, veut mettre au point une « théorie microscopique de l'électron déformable de Lorentz ».
Dans la traduction publiée en 1925 chez Gauthier-Villars, Maurice Solovine donne cette table des matières :
« Introduction
I) Partie cinématique
1o) Définition de la simultanéité
2o) Sur la relativité des longueurs et du temps
3o) Théorie de la transformation des coordonnées et du temps du système au repos à un autre en mouvement de translation uniforme relativement au premier
4o) Signification physique des équations obtenues, pour ce qui est des corps rigides et des horloges en mouvement
5o) Théorème d'addition des vitesses
II) Partie électrodynamique
6o) Transformations des équations de Maxwell-Hertz dans l'espace vide. Sur la nature des forces électromotrices apparaissant lors du mouvement dans un champ magnétique
7o) Théorie du principe de Doppler et de l'aberration
8o) Transformation de l'énergie des rayons lumineux. Théorie de la pression de radiation exercée sur un miroir parfait
9o) Transformations des équations de Maxwell-Hertz en tenant compte des courants de convection
10o) Dynamique de l'électron (lentement accéléré) »
Cette division en deux grandes sections, Partie cinématique et Partie électrodynamique, « tranche » avec l'approche retenue par les meilleurs physiciens de l'époque, qui ne voient aucun intérêt à se pencher sur la cinématique newtonienne.

### Introduction
Dans l'introduction, Einstein ne mentionne pas explicitement l'expérience de Michelson et Morley, ni aucun article de Poincaré ou Lorentz, mais expose certains défauts des théories électromagnétiques contemporaines. Le savant abandonne la notion d'éther,, (il signale qu'il « ne fait aucun usage d'un espace absolu au repos ») et applique deux postulats : (1) « Toutes les lois de la physique doivent être les mêmes pour tous les observateurs se déplaçant à vitesse constante les uns par rapport aux autres. En conséquence, elles auront la même forme mathématique pour tous ces observateurs. Cela équivaut à reconnaître l'impossibilité de détecter le mouvement uniforme absolu. (Nous présumons qu'il existe des référentiels privilégiés, appelés systèmes inertiels, dans lesquels les corps exempts de toute contrainte n'accélèrent pas.) » et (2) « La vitesse de la lumière dans le vide est la même pour tous les observateurs inertiels. » Le chercheur fait implicitement d'autres hypothèses : (a) l'espace est homogène, (b) l'espace est isotrope et (c) la causalité est toujours respectée.

### Partie cinématique
Dans l'article, Einstein utilise {\displaystyle V} pour la vitesse de la lumière, symbole remplacé aujourd'hui par {\displaystyle c}.
Il commence la Partie cinématique en discutant de la notion de simultanéité, mentionnant que s'il était possible de transmettre l'information à une vitesse infinie, il serait toujours possible de parfaitement synchroniser deux horloges de deux référentiels distincts. Cependant, il n'existe aucun moyen de transmettre une information plus rapidement que la vitesse de la lumière. Même si elle est énorme, il y aura toujours un délai pour qu'un signal lumineux d'un référentiel rejoigne l'autre référentiel, ce qui interdit donc que deux systèmes soient parfaitement synchronisés, c'est-à-dire qu'ils affichent exactement le même temps,. Il montre « que les relations entre coordonnées spatiales et temporelles sont plus complexes que celles de la physique galiléenne, au point qu'il [est] pertinent d'introduire le terme d'espace-temps [...] » Selon le physicien John Moffat, dans « l'espace-temps d'Einstein, la simultanéité de deux évènements est un concept relatif, qui dépend du mouvement de l'observateur. »  Cependant, note le physicien Brian Greene, « la théorie introduit un nouveau concept majestueusement absolu : l’espace-temps [... qui] est aussi absolu en relativité restreinte que l'espace et le temps l'étaient pour Newton. » Donc, « en relativité, tout n'est pas relatif. » Dans son article, Einstein imagine des observateurs et un train en marche. À cause de l'invariance de la vitesse de la lumière, « la distance parcourue durant 1 seconde par [un] voyageur qui marche dans le train n'est pas la même suivant qu'elle est mesurée dans le train ou sur le quai. »
Einstein réaffirme avec plus de détails le principe de relativité déjà émis par Galilée 300 ans plus tôt, mais en le généralisant à toute la physique. Il fait de même pour la vitesse de la lumière : « Chaque rayon lumineux se déplace dans un système de coordonnées « stationnaire » à la même vitesse c, la vitesse étant indépendante de la condition que ce rayon lumineux soit émis par un corps au repos ou en mouvement. » Le terme « référentiel inertiel » est l'expression que la physique moderne préfère à l'expression « système de coordonnées « stationnaire » » utilisé par Einstein.
Dans cette même section, « Einstein explicite ensuite rigoureusement le principe d’invariance de la vitesse de la lumière (dans le vide) ». Il indique qu'elle est constante, peu importe le référentiel inertiel, alors que ses prédécesseurs indiquaient que la vitesse de la lumière ne dépend pas de la vitesse de la source (dit autrement, Einstein avance que n'importe quel observateur, peu importe sa vitesse, mesurera toujours une seule vitesse pour la lumière). Cette invariance de la vitesse de la lumière (dans le vide) peut d'ailleurs être dérivée de principes d'invariance plus généraux (notamment, l'isotropie de l'espace intersidéral).

« Le faut qu'un observateur mesure toujours la vitesse de la lumière par rapport à lui comme étant de 3 × 108 m/s, quel que soit son propre mouvement, est un des principes de base de la physique; il serait aussi futile d'essayer de l'expliquer que d'expliquer pourquoi la masse de l'électron vaut 9,11 × 10−31 kg. »

— Séguin et Villeneuve, 2002
C'est dans cette section qu'il explique comment mesurer de façon qualitative une tige rigide, qu'elle soit au repos dans un référentiel ou en mouvement par rapport à ce référentiel. Si l'observateur est comobile avec le référentiel, il mesure toujours la même longueur de tige lorsqu'elle est au repos dans ce référentiel. En se servant des deux postulats, Einstein prédit que la longueur d'une tige en mouvement est plus courte pour un observateur qui ne se déplace pas à la même vitesse que la tige à cause d'un effet de perspective. Au contraire de Poincaré et Lorentz, Einstein ne prétend pas que la tige en mouvement relatif subit une « compression physique » à cause d'une force que l'éther luminifère exerce sur celle-ci (d'où l'usage du terme « contraction des longueurs » préféré par Einstein). Si des instruments de mesure sont comobiles à la tige, Poincaré et Lorentz arguent qu'ils sont compressés de la même manière, alors que dans le paradigme relativiste, ils ne subissent aucune compression.
Comme George FitzGerald et Hendrik Lorentz, il prédit qu'un bâton ou une règle se contracte dans la direction de son mouvement. De plus, Einstein affirme que les horloges ralentissent lorsqu'elles se déplacent. Si elles se déplacent à des vitesses différentes, leur temps propre s'écoule différemment. Supposons deux expérimentateurs qui sont chacun pourvu d'une horloge identique. S'ils se déplacent à une vitesse différente, en mouvement relatif dans le jargon de la physique, ils sont incapables de s'entendre sur le moment où un évènement précis a eu lieu. « Les propriétés de l'espace et du temps dépendent donc des propriétés des horloges et des règles,. » Grâce à sa théorie, Einstein « dérive indépendamment la loi de transformation avec laquelle les équations de champ électromagnétique de Maxwell demeurent invariantes lors du passage d'un référentiel inertiel à un autre. » John Moffat poursuit : « Ces transformations à partir d'un référentiel inertiel en déplacement uniforme vers un autre sont à la base des équations mathématiques qui forment la relativité restreinte. Dès lors qu'Einstein postule ces transformations ainsi que la nature absolue et constante de la vitesse de la lumière, toutes les conséquences sur la physique de l'espace-temps en relativité restreinte lui apparaissent dans un ordre logique. Plus particulièrement, il devient alors capable de dériver la généralisation de la mécanique newtonienne et les équations correctes pour le mouvement des particules matérielles ».
C'est dans cette section qu'apparaît pour la première fois ce qui sera appelé le « paradoxe des jumeaux », mais Einstein utilise plutôt des horloges, parfaitement synchronisées au début de l'expérience de pensée, pour comparer la dilatation du temps que subit un corps qui se déplace plus rapidement qu'un autre. Toutefois, ni Einstein ni le physicien Paul Langevin ne voient de paradoxe dans le retard que prend une horloge se déplaçant à une certaine vitesse comparativement à une autre plus lente. Après la parution de l'article, le mathématicien Hermann Minkowski introduit un formalisme mathématique qui permet d'expliquer « naturellement » le prétendu paradoxe : si deux objets se déplacent dans l'espace-temps à une vitesse différente, leurs « longueurs » temporelles ne sont plus identiques ; ils sont donc dotés d'un temps propre.

### Partie électrodynamique
« Dès 1905, Einstein publie sa théorie de la relativité restreinte, dans laquelle il jette la physique classique avec l'eau du bain. »

— Florian Freistetter, 2023
Michael Faraday (1791-1867) a démontré qu'un aimant qui se déplace à proximité d'un fil conducteur induit dans ce dernier un courant électrique. Selon la théorie moderne, l'aimant est le siège d'un champ magnétique ; si le champ varie à proximité du fil (par exemple en déplaçant l'aimant), il induit un courant. Par ailleurs, un courant apparaît dans le fil si ce dernier est déplacé à proximité d'un aimant immobile. Dans le cadre de la physique newtonienne, ces deux phénomènes sont expliqués par deux approches différentes. Einstein, en s'appuyant sur ses postulats, démontre que ces deux approches de l'induction électromagnétique sont équivalentes puisque ces phénomènes sont observés par deux personnes qui se déplacent l'une par rapport à l'autre,.
Par la suite, Einstein discute du « principe de Doppler » et de l'aberration de la lumière selon une perspective relativiste. Il complète son article en s'attardant à l'énergie des rayons lumineux, aux « équations de Maxwell-Hertz » et au mouvement de l'électron.

### Conclusion
À la fin de l'article, Einstein remercie son ami Michele Besso pour son « assistance loyale » et ses « nombreuses et précieuses suggestions ». L'article ne contient aucune bibliographie.
Einstein mentionne seulement cinq scientifiques dans l'article, soit Isaac Newton, James Clerk Maxwell, Heinrich Hertz, Christian Doppler et Hendrik Lorentz. Il ne prend pas en compte la gravitation ; elle sera introduite dans la relativité générale, théorie que le physicien élabore de 1907 à 1915 en collaboration avec les mathématiciens Marcel Grossmann, Tullio Levi-Civita et David Hilbert,.

## Analyses
Selon l'astrophysicien Kip Thorne :
« Les nouvelles fondations posées par Einstein consistaient en deux principes fondamentaux :

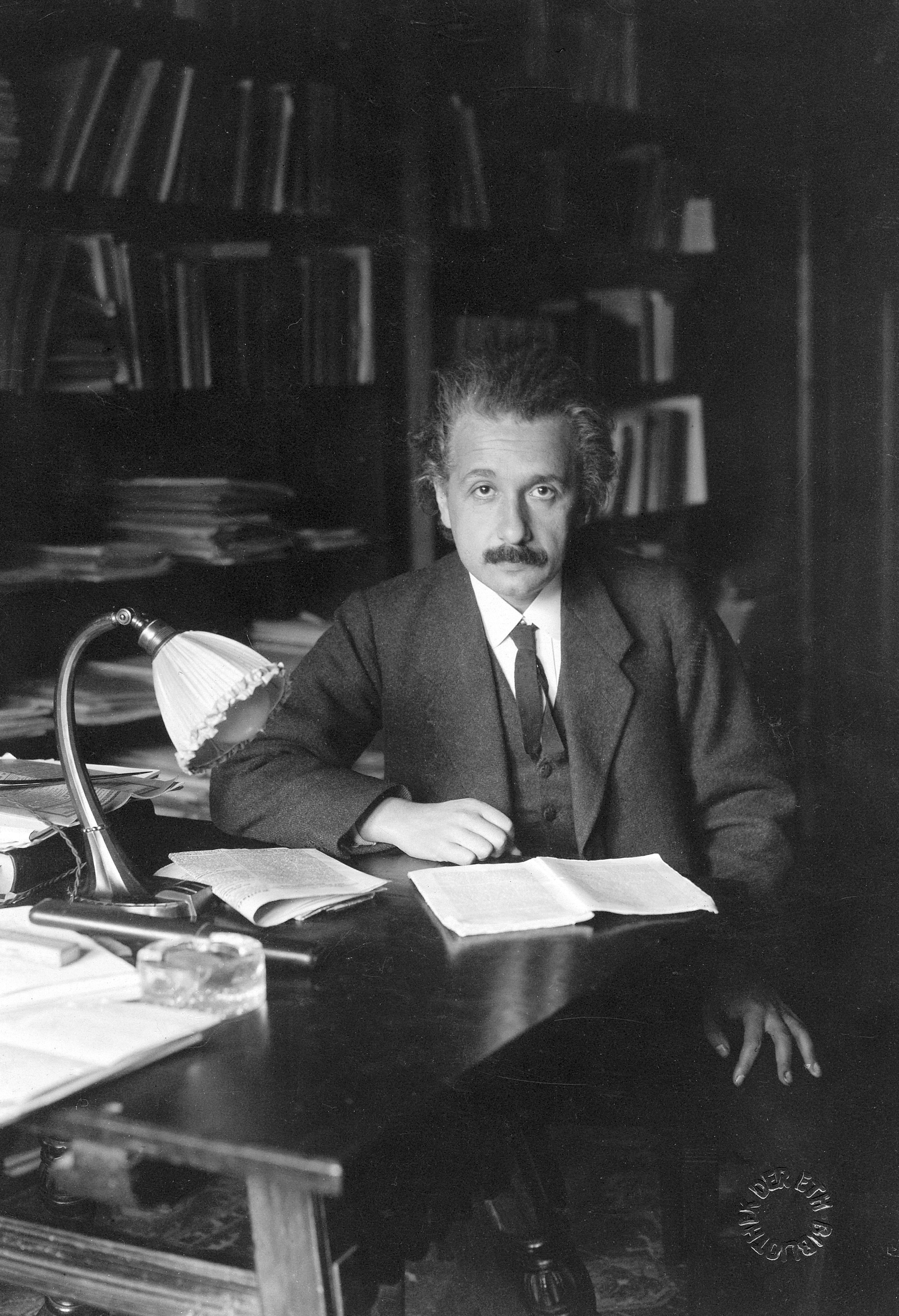
Albert Einstein dans son bureau à l'université Humboldt de Berlin en 1920.

- Le principe du caractère absolu de la vitesse de la lumière : quelle que soit leur nature, l'espace et le temps doivent être constitués de manière à rendre la vitesse de la lumière identique dans toutes les directions et absolument indépendante du mouvement de la personne qui la mesure.

Ce principe est une affirmation retentissante que l'expérience de Michelson et Morley était correcte [...]
- Le principe de relativité : quelle que soit leur nature, les lois de la physique doivent traiter tous les états de mouvement sur un pied d'égalité.

Ce principe est un rejet retentissant de l'espace absolu : si les lois de la physique ne traitaient pas tous les états de mouvement [...] de façon équivalente, les physiciens pourraient choisir un état « préféré » de mouvement [...] et le définir comme un état de « repos absolu ». L'espace absolu, chassé par la porte, serait rentré par la fenêtre. »
Selon le physicien Bernard Maitte, l'« électrodynamique souffre [...] des mêmes défauts que la mécanique : elle veut être absolue sans pouvoir l'être [...] Einstein saute le pas [...] on ne peut mettre en évidence le repos absolu ? Il faut poser comme principe qu'il est impossible de le définir. -- c'est le principe de relativité. On ne peut mettre en évidence de différence quant à la valeur de la vitesse de la lumière ? Il faut poser comme principe l'invariance de cette vitesse. [...] L'éther ne peut être mis en évidence ? Il faut le rejeter. [...] Cette triple attitude permet à Einstein de s'interroger sur la notion de simultanéité et de déduire que le temps et les longueurs ne sont pas absolus mais relatifs au système de coordonnées : par rapport à un référentiel, les longueurs et les temps d'un autre système se contractent dans le sens du mouvement, ils se dilatent dans le sens opposé au mouvement. [...] Einstein intègre les transformations de Lorentz dans un cadre théorique qui les explique et les généralise [...] » Toujours selon Maitte, cette théorie d'Einstein élimine les contradictions de la théorie de Maxwell, il n'y a plus de raison de traiter différemment les circuits et les aimants, peu importe qu'ils soient au repos ou en mouvement. Le physicien Michel Paty tire les mêmes conclusions.

Les physiciens américains John Wheeler et Edwin F. Taylor précisent un aspect de la théorie : 

Pour André Rouge, « même si la construction de la cinématique n'utilise que le principe de relativité et la constance de la vitesse de la lumière, les bases de sa théorie comprennent les équations de Maxwell-Hertz. Elles sont en cela très voisines de celles de Poincaré [...] et des équations de Maxwell-Lorentz. » Germain Rousseaux écrit que, grâce « à une analyse cinématique des concepts de temps et d'espace, [Einstein] a déduit les transformations de Poincaré-Lorentz et a appliqué celles-ci au jeu complet des équations de Maxwell. La covariance de ces dernières équations lui a alors permis de déduire les transformations du champ électromagnétique correspondantes afin d'éliminer l'asymétrie de la loi d'induction [...] » Selon le physicien Théo Kahan, c'est 
La relativité restreinte d'Einstein, extension de la relativité galiléenne, s'applique à tous les phénomènes naturels, y compris ceux de l'électrodynamique, de l'optique et de la thermodynamique,,,,.

## Critiques
« Lorsqu'Einstein a découvert la relativité restreinte en 1905, plusieurs des équations fondamentales avaient déjà été formulées par Hendrik Lorentz et d'autres scientifiques. Malgré tout, le génie d'Einstein a consisté à comprendre la relation entre les mathématiques et les mesures. Il a réalisé que les longueurs et les durées apparaissant dans la description mathématique de la réalité externe diffèrent de celles mesurées dans la réalité consensuelle, et que cette différence dépend du mouvement : si un avion vole au-dessus d'un groupe de personnes, il sera plus court dans leur réalité consensuelle qu'avant le décollage, et les horloges qu'il embarque avanceront plus lentement. »

— Max Tegmark (trad. Benoît Clenet), 2018
Une « grande partie des milieux scientifiques a, plus ou moins longtemps, refusé la nouvelle théorie. » Le « grand physicien » Paul Langevin est l'un des « rares Français » du début du siècle à défendre la relativité d'Einstein. « Diverses réserves ont toutefois été progressivement éliminées par plusieurs confirmations expérimentales. » « La relation entre la quantité de mouvement et la vitesse [est] l'une des premières prédictions relativistes confirmées expérimentalement. » En 1908, des expériences plus précises laissent croire que l'éther existe. Einstein, lorsqu'il apprend ces rumeurs, ne s'émeut pas outre mesure et déclare : « Notre Seigneur est subtil, mais Il n'est pas cruel. » Quelque temps plus tard, les expériences se révèlent fautives, ce qui sonne le glas de l'éther. Selon Robert Resnick en 1968, le « succès de sa théorie peut seulement être évalué par l'expérience. Non seulement elle explique tous les résultats expérimentaux, mais elle a prédit de nouveaux effets, confirmés par des expériences ultérieures. Aucune objection expérimentale n'a encore pu être opposée à la théorie de la relativité restreinte d'Einstein,. » L'expérience de Hafele-Keating, réalisée en 1972, est une « preuve expérimentale directe » de la dilatation du temps. « Conformément aux prédictions de la relativité, les muons en mouvement vivent environ 30 fois plus longtemps que les muons stationnaires. » Selon Brian Greene en 2005, « des milliers d'expérience menées avec soin durant les cent dernières années [...] ont toutes mesuré la vitesse de la lumière avec des sources et des observateurs en mouvement et [...] ont toutes confirmé ces observations avec précision », c'est-à-dire que la lumière se déplace à une vitesse constante.
Le physicien Jean Hladik, dans son Introduction à la relativité générale, indique que des physiciens ont critiqué Einstein pour s'être seulement appuyé sur les propriétés des phénomènes électromagnétiques pour introduire la relativité restreinte. Hladik avance que cette théorie aurait pu être développée en mettant de l'avant cinq postulats : (A) le principe de relativité, (B) l'espace est homogène, (C) l'espace est isotrope, (D) le temps est homogène (« le temps [propre] est identique en tout point d'un même référentiel ») et (E) le principe de causalité. Ces cinq postulats ne font référence à aucun phénomène physique particulier (dans ce cadre, la vitesse de la lumière dans le vide n'est donc plus un postulat).
Selon Jean Rosmorduc, à l'occasion du centenaire d'Einstein en 1979, « certains confrères ont affirmé que cette théorie résultait d'une intuition géniale d'Einstein, et ne visait pas à résoudre certaines des contradictions auxquelles se heurtait la physique classique. Que le savant allemand ait été génial, nul n'en disconviendra. [Que] seul un esprit original et anticonformisme puisse émettre des idées heurtant à ce point les convictions les plus solidement établies des physiciens, c'est tout à fait possible. Mais [l'article] qui expose les principes de la Relativité restreinte se fonde sur les travaux de Maxwell et de Hertz, utilise les transformations de Lorentz. » En 1975, le physicien Banesh Hoffmann écrit : « Rien ne saurait révéler de façon plus frappante l'audace révolutionnaire des idées d'Einstein par rapport à celles de ses aînés Lorentz et Poincaré. Tous trois possédaient la transformation de Lorentz, dont les étonnantes conséquences étaient restées implicites. Mais, au moment de l'interpréter, ni Lorentz ni Poincaré n'avaient osé faire une entière confiance au principe de relativité. » Tous les aspects de la théorie de la relativité, fruit d'une réflexion de 10 ans, sont « complètement détaillés dans son article de 1905 qui, selon un accord quasi universel, fait d'Einstein son authentique créateur ».

## Suites
Trois ans après la publication de l'article, Einstein écrit au physicien allemand Arnold Sommerfeld qu'il ne croit pas que la mécanique des électrons relativistes est complètement expliquée par sa théorie. Par ailleurs, il écrit : « La théorie de la relativité n'est pas plus définitivement et absolument satisfaisante que ne l'était, par exemple, la thermodynamique classique, avant que Boltzmann ait interprété l'entropie comme probabilité. » Selon Karl Popper, Einstein considère « sa théorie de la relativité restreinte comme insatisfaisante (pour plusieurs raisons, en particulier parce qu'elle ne faisait que remplacer l'espace absolu par l'ensemble absolu des systèmes intertiels). »
En novembre 1943, dans le but de soutenir l'effort de guerre américain pendant la Seconde Guerre mondiale, Einstein décide de vendre la copie manuscrite de son article de 1905. Cependant, il n'a pas conservé le document original. Sous la dictée de sa secrétaire Helen Dukas, il réécrit donc l'article tel qu'il a paru dans Annalen der Physik. À un moment, il s'exclame sur un passage : « J'ai dit ça ? » Après confirmation, il ajoute : « J'aurais pu le dire beaucoup plus simplement. » Le passage n'a jamais été identifié. En février 1944, le manuscrit est vendu six millions US$ lors d'une vente aux enchères.

### Citations originales
1. ↑  (en) « What led me more or less directly to the special theory of relativity was the conviction that the electromotive force acting on a body in motion in a magnetic field was nothing else but an electric field. »
2. ↑  (en) « It is this refined version of the experiment, performed in 1887, that has long been regarded as one of the main experimental pillars of the special relativity »
3. ↑  (en) « The properties of space and time thus depend on the properties of clocks and rulers. »
4. ↑  (en) « Notice what the principle of relativity does not say. It does not say that the time between events A and B will appear the same when measured from two different inertial reference frames. Neither does it say that spatial separation between two events will be the same in two frames. Ordinarily neither times nor distances will be the same in the two frames [...] the momentum of one particle will have a value in one frame that is different from its value in a second frame. Even the time rate-of-change of momentum will ordinarily differ between the two frames. And so will the force [...] The physics that is so different between one frame and the other is neverthless the same in the two frames ! Physical quantities differ in value between the two frames but fulfill identical laws. »
5. ↑  (en) « The success of his theory can only be judged by comparison with experiment. It not only was able to explain all the existing experimental results but predicted new effects which were confirmed by later experiments. No experimental objection to Einstein's special theory of relativity has yet been found. »
6. ↑  (en) « all spelled out in his paper of 1905, which by almost universal agreement identifies Einstein as the true creator of relativity theory »